# Cazoo Series
La Cazoo Series è una serie di tre tornei professionistici di snooker sponsorizzati dall'azienda rivenditrice di auto online Cazoo, che si disputano dalla stagione 2020-2021, nel Regno Unito.

## Storia
Nelle stagioni 2018-2019 e 2019-2020, la Coral ha sponsorizzato il World Grand Prix, il Players Championship e il Tour Championship, tornei ai quali hanno potuto partecipare rispettivamente i primi 32, 16 ed 8 della classifica stagionale fino all'evento precedente ad ognuno di essi. Tutte le vincite dei tre tornei sono state raccolte in una specifica classifica che ha dato i natali alla Coral Cup.
Tuttavia, il 2 febbraio 2021 il World Snooker Tour ha comunicato, sul suo sito ufficiale, di aver trovato un accordo con l'azienda rivenditrice di auto online Cazoo per sponsorizzare il Players Championship e il Tour Championship nel finale della stagione 2020-2021, data la prematura disputa del World Grand Prix nel dicembre 2020. Quest'ultimo comincerà ad avere una sponsorizzazione Cazoo dalla stagione 2021-2022, ma è valso lo stesso per la classifica della Cazoo Series 2020-2021.
Non è stato effettuato nessun cambiamento dalla Coral Cup alla Cazoo Series.

## Albo d'oro
| Edizione  | Vincitore      | Guadagni | Bonus   | Totale  | Note  |
| --------- | -------------- | -------- | ------- | ------- | ----- |
| 2020-2021 | Neil Robertson | £165000  | £100000 | £265000 | [ 5 ] |
| 2021-2022 | Neil Robertson | £315000  | £100000 | £415000 | [ 6 ] |

| World Grand Prix                      | Players Championship                | Tour Championship                     | Stagione  | Note                |
| ------------------------------------- | ----------------------------------- | ------------------------------------- | --------- | ------------------- |
| Judd Trump 10-7 Jack Lisowski         | John Higgins 10-3 Ronnie O'Sullivan | Neil Robertson 10-4 Ronnie O'Sullivan | 2020-2021 | [ 5 ] [ 7 ] [ 8 ]   |
| Ronnie O'Sullivan 10-8 Neil Robertson | Neil Robertson 10-5 Barry Hawkins   | Neil Robertson 10-9 John Higgins      | 2021-2022 | [ 9 ] [ 10 ] [ 11 ] |